# Simon West
Simon West (Hertfordshire, Letchworth, 1961. július 17.–) brit akciófilm rendező és producer.

## Élete
West Hertfordshireben (Letchworth) született. Pályafutását filmszerkesztő-asszisztensként kezdte a BBC filmrészlegén, ahol drámákon és dokumentumfilmeken dolgozott. Ezt követően távozott a BBC-től, hogy reklámokkal és videoklipekkel foglalkozzon. 1997-ben debütált rendezőként a Con Air – A fegyencjárat című filmmel, amelyben Nicolas Cage, John Cusack és John Malkovich a főszereplők.

## További munkái
West számos akciófilmet rendezett, többek között a 2012-es The Expendables – A feláldozhatók 2. című filmet, Sylvester Stallone, Jet Li, Chuck Norris, Jean-Claude Van Damme, Bruce Willis és Arnold Schwarzenegger főszereplésével. Ugyanebben az évben ismét Nicolas Cage-dzsel dolgozott együtt az Elárulva akciófilmben. 2015-ben Jason Statham főszereplése mellett rendezte a Joker bűnügyi-thrillert, amely a William Goldman Heat című regénye alapján készült 1986-os A Las Vegasi zsaru című film remake-je. 2017-ben West megrendezte első zenés vígjátékát, a Rocker a pácbant, Antonio Banderas főszereplésével, amely Mark Haskhell Smith Salty című regénye alapján készült. 2019-ben West a Skyfire nagy költségvetésű katasztrófafilmjét Kínában rendezte; valamint a The Legend Hunters-t, egy szintén kínai akciófilmet is West rendezett.

## Filmográfia

### Film
| Év   | Magyar cím                           | Eredeti cím                            | Feladatkör | Feladatkör |
| Év   | Magyar cím                           | Eredeti cím                            | Rendező    | Producer   |
| ---- | ------------------------------------ | -------------------------------------- | ---------- | ---------- |
| 1997 | Con Air – A fegyencjárat             | Con Air                                | Igen       | Nem        |
| 1999 | A tábornok lánya                     | The General's Daughter                 | Igen       | Nem        |
| 2001 | A Sólyom végveszélyben               | Black Hawk Down                        | Nem        | Vezető     |
| 2001 | Lara Croft: Tomb Raider              | Lara Croft: Tomb Raider                | Igen       | Nem        |
| 2006 | Ismeretlen hívás                     | When a Stranger Calls                  | Igen       | Nem        |
| 2011 | A mestergyilkos                      | The Mechanic                           | Igen       | Nem        |
| 2012 | The Expendables – A feláldozhatók 2. | The Expendables 2                      | Igen       | Nem        |
| 2012 | Elárulva                             | Stolen                                 | Igen       | Nem        |
| 2015 | Joker                                | Wild Card                              | Igen       | Nem        |
| 2015 |                                      | Night of the Living Dead: Darkest Dawn | Nem        | Igen       |
| 2017 | Stratton                             | Stratton                               | Igen       | Nem        |
| 2017 | Rocker a pácban                      | Gun Shy                                | Igen       | Igen       |
| 2019 |                                      | Skyfire                                | Igen       | Nem        |
| TBA  |                                      | The Legend Hunters                     | Igen       | Nem        |

### Televízió
| Év   | Magyar cím        | Eredeti cím   | Feladatkör | Feladatkör      | Megjegyzések |
| Év   | Magyar cím        | Eredeti cím   | Rendező    | Vezető producer | Megjegyzések |
| ---- | ----------------- | ------------- | ---------- | --------------- | ------------ |
| 2003 |                   | Keen Eddie    | Igen       | Igen            | 13 epizód    |
| 2005 | Magánügyek        | Close to Home | Igen       | Igen            | 1 epizód     |
| 2010 | Tökéletes célpont | Human Target  | Igen       | Igen            | 1 epizód     |
| 2011 | A köpeny          | The Cape      | Igen       | Igen            | 1 epizód     |
| 2017 |                   | The Saint     | Nem        | Igen            | tévéfilm     |